# Stuart Richardson
Stuart Richardson (n. Reino Unido, nacido el 15 de agosto de 1973) es el bajista actual de No Devotion y exbajista de la banda Lostprophets.

## Discografía

### Lostprophets
- Thefakesoundofprogress (2001) (Remasterizado)
- Start Something (2004)
- Liberation Transmission (2006)
- The Betrayed (2010)
- Weapons (2012)

### No Devotion
- Permanence (2015)
- No Oblivion (2022)